# Анна Мария фон Пфалц-Нойбург
Анна Мария фон Пфалц-Нойбург (на немски: Anna Maria von Pfalz-Neuburg; * 18 август 1575, Нойбург на Дунав, Горна Бавария; † 11 февруари 1643, Дорнбург/Заале, Тюрингия) от фамилията Вителсбахи, е пфалцграфиня от Пфалц-Нойбург и чрез женитба херцогиня на Саксония-Ваймар (9 септември 1591 – 7 юли 1602).

## Живот
Тя е най-възрастната дъщеря на пфалцграф и херцог Филип Лудвиг (1547 – 1614) от Пфалц-Нойбург и съпругата му Анна фон Клеве (1552 – 1632), дъщеря на херцог Вилхелм V „Богатия“ от Юлих-Клеве-Берг и Мария Австрийска, дъщеря на император Франц I (1503 – 1564).
Анна Мария се омъжва на 9 септември 1591 г. в Нойбург на Дунав за херцог Фридрих Вилхелм I от Саксония-Ваймар (1562 – 1602) от род Ернестинските Ветини. Тя е втората му съпруга. През 1604 г. тя се мести с нейните деца от Ваймар в Алтенбург, който е отделен от Ваймар за нейните деца като самостоятелно херцогство. Като вдовица тя изпада в голяма тъга и от 1612 г. живее отделно от нейните деца. През Тридесетгодишната война нейният дворец е нападнат през 1631 г. от хървати на генерал Тили. Тя се съпротивлява, но е изкрадена и ранена на бузата. С помощта на притекли се граждани тя отблъсква нападателите. Затова от благодарност херцогинята подарява един покал.
Анна Мария умира през 1643 г. Погребана е в княжеската гробница на гражданската църква на Алтенбург.

## Деца
Анна Мария и Фридрих Вилхелм I имат децата:
- Йохан Филип (1597 – 1639), херцог на Саксония-Алтенбург
- Анна София (1598 – 1641), ∞ 1618 херцог Карл Фридрих от Мюнстерберг-Оелс (1593 – 1647)
- Фридрих (1599 – 1625), херцог на Саксония-Алтенбург
- Йохан Вилхелм (1600 – 1632), херцог на Саксония-Алтенбург
- Доротея (1601 – 1675), ∞ 1633 херцог Албрехт фон Саксония-Айзенах (1599 – 1644)
- Фридрих Вилхелм II (1603 – 1669), херцог на Саксония-Алтенбург